# Presa Don Martín
La Presa Don Martín más formalmente llamada como la Presa Venustiano Carranza, es una presa ubicada en el cauce que une el Río Salado y el Río Sabinas en el municipio de Juárez, Coahuila, su embalse tiene una capacidad de albergar 1,313 hectómetros cúbicos de agua, su uso primordial de sus aguas es para el riego agrícola en el Distrito de Riego Don Martín de un tamaño aproximado de 29,605 hectáreas en los estados de Coahuila y Nuevo León.